# Simon Mulamba Mputu
 (septembre 2024).
 (septembre 2024).
Simon Mulamba Mputu, né le 22 juin 1962 à Tshikapa, dans la province du Kasaï, en République démocratique du Congo, est un homme politique congolais. Il est député national élu de la circonscription électorale de TshikapaTerritoire dans la province du Kasaï, Avocat d’affaires et Président national du parti politique CODEP. 

## Biographie
Né le 22 juin 1962 à Tshikapa, il est licencié en Droit privé judiciaire et spécialiste en finances publiques et droit bancaire de l’Université de Kinshasa. Il est également diplômé du Collège des Hautes Études de Stratégie et de Défense (CHESD).

## Parcours
En 1997, Simon Mulamba Mputu fait son entrée en politique en devenant pour la première fois secrétaire particulier du  ministre de la fonction publique, travail et prévoyance sociale jusqu’en 2000.
Depuis 2000 jusqu’à ce jour, il est avocat au barreau de Kinshasa/Gombe.
À partir de 2000 jusqu’à 2007, il est nommé chef de division au ministère des finances pour le compte de la Direction Générale des Recettes Administratives, Judiciaires, Domaniales et de Participations (DGRAD).
De 2001 jusqu’à 2003, il est nommé directeur de cabinet adjoint du ministre de travail et chargé des relations professionnelles.
À partir de 2003 jusqu’à 2005, il est reconduit directeur de cabinet du ministre de travail et prévoyances sociale.
À partir de 2010 jusqu’à 2013, il est nommé directeur de cabinet adjoint du gouverneur de la province du Kasaï occidental (actuellement divisée en deux Kasaï, et Kasaï central) et de 2013 - 2015 il est nommé directeur de cabinet du ministre provincial de l’agriculture du Kasaï occidental.
Après son départ du parti Envol de Delly Sessanga, Simon Mulamba crée son parti politique Convention Démocratique du Peuple (CODEP),, qui compte à ce jour plusieurs députés nationaux et provinciaux ainsi que le
Gouverneur du Kasaï central.